# Nguyễn Phúc Tứ
Nguyễn Phúc Tứ (chữ Hán: 阮福泗; 16 tháng 2 năm 1700 – 18 tháng 7 năm 1753), còn có tên là Đán (旦), tước phong Luân quốc công (倫國公), là một Công tử, con của Chúa Nguyễn Phúc Chu trong lịch sử Việt Nam.

## Tiểu sử
Công tử Nguyễn Phúc Tứ sinh ngày 28 tháng chạp năm Kỷ Mão (dương lịch là năm 1700), là con trai thứ 8 của Chúa Minh Nguyễn Phúc Chu, mẹ là Chiêu nghi Tống Thị Được. Công tử Tứ là em cùng mẹ với Chúa Ninh Nguyễn Phúc Chú.
Năm Ất Mùi (1715), Công tử Tứ được phong làm Nội hữu cai đội. Ông là người to béo, có khí lực, lại thông thuộc sử sách, đặc biệt là rất giỏi về thơ Nôm. Dưới thời của Chúa Ninh, Tứ vì có tài nên bị nhiều kẻ ganh ghét, ông bèn xin về hưu sớm. Chúa cho dựng phủ ở xã Hương Cần (nay thuộc huyện Hương Trà, Huế) để ông ở.
Công tử Tứ không màn tham dự chính sự, chỉ ngắm trăng thưởng gió, uống rượu làm thơ để mua vui. Ông có làm truyện Hoa tình bằng chữ Nôm, lời rất bi thương, người đời vẫn truyền tụng.
Năm Quý Dậu (1753), ngày 18 tháng 6 (âm lịch), Công tử Tứ qua đời, thọ 55 tuổi (theo tuổi mụ), được tặng làm Thiếu sư, tước Luân quốc công (倫國公). Mộ của Luân quốc công được táng tại làng Võ Xá (nay thuộc thị xã Hương Trà, tỉnh Thừa Thiên Huế.

## Hậu duệ
Luân quốc công Tứ có 5 trai, là Dục, Tĩnh, Thăng, Túc và Hộ.
Con trưởng của Tứ là Dục, học rộng, có tài lược. Dưới thời Chúa Nguyễn Phúc Thuần, Dục được làm Chưởng cơ, lãnh việc ở bộ Hình. Năm Mậu Tý (1768), tổ chức thi Hương, Dục được làm Giám thí, lấy hai thí sinh Lê Chính Viện và Bạch Doãn Triều đỗ đầu, là những người khá. Quyền thần Trương Phúc Loan thấy Dục là Tôn Thất, là bề tôi thân tín, có danh tiếng lừng lẫy, muốn kéo làm vây cánh, bèn gả con gái cho Dục. Dục đứng đắn, không theo. Loan ghét, sai người vu Dục mưu phản. Đến khi tra xét không có chứng cớ gì, Dục bị bãi chức cho về nhà riêng.
Con thứ hai của Tứ là Tĩnh, làm làm Ngoại tả Chưởng doanh Quận công, được sai đi Quảng Ngãi đánh quân của Nguyễn Nhạc, bị quân thù giết chết. Con trưởng của Tĩnh là Bân, làm Cai cơ. Năm Giáp Ngọ (1774), theo Chúa Nguyễn Phúc Thuần vào Nam, đánh nhau với giặc rồi chết trên chiến trường.
Con thứ ba của Tứ là Thăng, làm đến Bố chính doanh Trấn thủ Chưởng doanh Quận công. Năm Giáp Ngọ (1774), quân Tây Sơn quấy nhiễu cướp bóc Quảng Nam, Thăng điều động chư quân đi đánh, nhưng sợ thế giặc lớn, đương đêm chạy về. Đến lúc quân Chúa Trịnh vào Thuận Hóa, Thăng đến quân Hoàng Ngũ Phúc xin hàng, sau đó bị giết chết.